# Чемпіонат світу з футболу 1966 (група 2)
Матчі Групи 2 чемпіонату світу з футболу 1966 відбувалися з 12 по 20 липня 1966 року. Учасниками змагання в групі були збірні Аргентини, ФРН, Іспанії і Швейцарії. Переможцями групи стали західні німці, а другим учасником стадії плей-оф з Групи 2 стала команда Аргентини.

## Турнірне становище
| Поз | Команда   | І | В | Н | П | ГЗ | ГП | ГС    | О | Кваліфікація            |
| --- | --------- | - | - | - | - | -- | -- | ----- | - | ----------------------- |
| 1   | ФРН       | 3 | 2 | 1 | 0 | 7  | 1  | 7,000 | 5 | Вихід до стадії плей-оф |
| 2   | Аргентина | 3 | 2 | 1 | 0 | 4  | 1  | 4,000 | 5 | Вихід до стадії плей-оф |
| 3   | Іспанія   | 3 | 1 | 0 | 2 | 4  | 5  | 0,800 | 2 |                         |
| 4   | Швейцарія | 3 | 0 | 0 | 3 | 1  | 9  | 0,111 | 0 |                         |

- ФРН посіла перший рядок турнірної таблиці завдяки кращому співвідношенню забитих і пропущених голів.

## Матчі

### ФРН — Швейцарія
У грі між фаворитом і аутсайдером групи інтрига остаточно зникла вже на 21-й хвилині, коли Гельмут Галлер забив гол у ворота Карла Ельзенера, який став для західних німців вже другим, адже п'ятьма хвилинами раніше на добиванні вдало зіграв Зігфрід Гельд. Ще до перерви третій гол у складі збірної ФРН забив Франц Бекенбауер, здійснивши свій фірмовий забіг із лінії захисту. У другому таймі швейцарці також не мали реальних шансів переломити хід гри, натомість у складі їх суперників свої другі голи у матчі, і відповідно на турнірі, забили Бекенбауер і Галлер, завершивши розгром.
| 12 липня 1966 19:30 UTC+1 |

| ФРН                                                  | 5–0      | Швейцарія |
| ---------------------------------------------------- | -------- | --------- |
| Гельд 16' Галлер 21', 77' (пен.) Бекенбауер 40', 52' | Протокол |           |

| Гіллсборо, Шеффілд Глядачів: 36,127 Арбітр: Г'ю Філліпс (Шотландія) |

| ФРН | Швейцарія |

| ВР               | 1  | Ганс Тільковскі       |
| ЗХ               | 2  | Горст-Дітер Геттгес   |
| ЗХ               | 5  | Віллі Шульц           |
| ЗХ               | 6  | Вольфганг Вебер       |
| ЗХ               | 3  | Карл-Гайнц Шнеллінгер |
| ПЗ               | 4  | Франц Бекенбауер      |
| ПЗ               | 8  | Гельмут Галлер        |
| НП               | 7  | Альберт Брюлльс       |
| НП               | 9  | Уве Зеелер (к)        |
| НП               | 12 | Вольфганг Оверат      |
| НП               | 10 | Зігфрід Гельд         |
| Головний тренер: |    |                       |
| Гельмут Шен      |    |                       |

| ВР               | 1  | Карл Ельзенер         |
| ЗХ               | 9  | Андре Гробеті         |
| ЗХ               | 18 | Гайнц Шнайтер (к)     |
| ЗХ               | 20 | Елі Таккелла          |
| ЗХ               | 7  | Гансрюді Фюрер        |
| ПЗ               | 4  | Гайнц Бені            |
| ПЗ               | 6  | Ріхард Дюрр           |
| НП               | 15 | Карл Одерматт         |
| НП               | 13 | Фріц Кюнцлі           |
| НП               | 10 | Роберт Госп           |
| НП               | 17 | Жан-Клод Шиндельгольц |
| Головний тренер: |    |                       |
| Альфредо Фоні    |    |                       |

### Аргентина — Іспанія
Тренерський штаб збірної Аргентини, яка на двох попередніх світових першостях не долала груповий етап, скорегував тактику команди з традиційної атакувальної у бік більш збалансованої, з приділенням великої уваги діям в обороні, що було більш притаманне тогочасному європейському футболу. В результаті обидві команди грали дуже обережно, насамеред уникаючи ризикованої гри біля власних воріт. Основні події матчу сталися в останні його півгодини. Спочатку аргентинець Луїс Артіме відкликнувся на простріл від Хорхе Соларі з правого флангу і відкрив рахунок. Іспанці відповіли вже за шість хвилин зусиллями Піррі, який у боротьбі за верховий м'яч з вороторем суперників Антоніо Ромою проштовхнув його в сітку воріт. А ще за шість хвилин все той же Артіме знову вивів південноамериканську команду уперед, забивши, як згодом з'ясувалося, вирішальний гол зустрічі.
| 13 липня 1966 19:30 UTC+1 |

| Аргентина       | 2–1      | Іспанія   |
| --------------- | -------- | --------- |
| Артіме 65', 77' | Протокол | Піррі 71' |

| Вілла Парк, Бірмінгем Глядачів: 42,738 Арбітр: Димитар Руменчев (Болгарія) |

### Іспанія — Швейцарія
У першій половині матчу команд, які програли свої перші ігри на чемпіонаті, більшу рішучість продовжити боротьбу на турнірі демонстрували швейцарці, чиї зусилля були винагороджені голом Рене-П'єра Квентена на 31-й хвилині. Вони вели у рахунку до 57-ї хвилини, на якій ініціативу взяв на себе іспанський захисник Мануель Санчіс, який здійснив ривок через усе поле, обігравши декількох суперників, і завершив його потужним ударом під поперечину. Окрилені цим усіхом піренейці продовжили тиск на ворота суперників, що був винагороджений вже за вісім хвилин, коли досвідчений лівий вінгер іспанців і їх капітан Франсіско Хенто здійснив ривок своїм флангом, звідки зробив навіс, який ударом у падінні головою замкнув Амансіо.
| 15 липня 1966 19:30 UTC+1 |

| Іспанія                | 2–1      | Швейцарія   |
| ---------------------- | -------- | ----------- |
| Санчіс 57' Амансіо 75' | Протокол | Квентен 31' |

| Гіллсборо, Шеффілд Глядачів: 32,028 Арбітр: Тофік Бахрамов (СРСР) |

### Аргентина — ФРН
Обидві команди насамперед сконцентрувалися на обороні своїх воріт, не бажаючи втратити турнірну перевагу, отриману у першому турі групового турніру. Як наслідок матч проходив з мінімальною кількістю гольових моментів, хоча двічі німецька команда була близькою до успіху, коли аргентинський захисник Роберто Перфумо зрізав м'яч у каркас своїх воріт. На 65-й хвилині арбітр гри вилучив іншого захисника південноамериканської команди Рафаеля Альбрехта за удар суперника коліном у пах. Гравець протягом п'яти хвилин сперечався і відмовлявся залишити поле, проте врешті-решт команда ФРН отримала чисельну перевагу, якою утім також не скористалася.
| 16 липня 1966 15:00 UTC+1 |

| Аргентина | 0–0      | ФРН |
| --------- | -------- | --- |
|           | Протокол |     |

| Вілла Парк, Бірмінгем Глядачів: 46,587 Арбітр: Константин Зечивич (Югославія) |

### Аргентина — Швейцарія
Якщо Швейцарія на момент матчу втратила шанси на вихід до плей-оф, то аргентинцям для продовження боротьби з великою ймовірністю вистачило б і нічиєї. Команди провели досить невиразний перший тайм, а в другому південноамериканці все ж довели свою перевагу в класі, забивши два голи. Спочатку Луїс Артіме скористався втратою м'яча швейцарцями, а згодом Ерміндо Онега, обігравшись з Альберто Гонсалесом, увірвався до їх карного майданчика і перекинув воротаря.
| 19 липня 1966 19:30 UTC+1 |

| Аргентина            | 2–0      | Швейцарія |
| -------------------- | -------- | --------- |
| Артіме 52' Онега 79' | Протокол |           |

| Гіллсборо, Шеффілд Глядачів: 32,127 Арбітр: Жуакім Кампуш (Португалія) |

### ФРН — Іспанія
Перемога будь-якої з команд гарантувала їй вихід до чвертьфіналу, у випадку ж нічиєї боротьбу на турнірі продовжувала збірна ФРН. Тож німецькі футболісти не форсували події, до того ж усвідомлюючи, що суперник вимушений грати без своїх чи не найсильніших гравців, Луїса дель Соля і Луїса Суареса, які травмувалися. Підопічні Гельмута Шена активізувалися лише у середині першого тайму, після того як пропустили швидку атаку, що завершилася голом у виконанні Жозепа Фусте. Відігратися вдалося ще до перерви, коли Лотар Еммеріх на лівому фланзі атаки наздогнав м'яч біля самісенької ліцевої лінії, звідки завдав удар майже з нульового кута під поперечину воріт іспанців. У другому таймі тривала обережна гра, але чим ближче до її завершення, тим більше іспанці, яких рахунок не влаштовував, почали відкриватися. Цим скористалися їх суперники, вирвавши за шість хвилин до фінального свистку перемогу завдяки Уве Зеелеру, що замкнув фланговий простріл від Зігфріда Гельда. Таким чином ФРН пройшла до наступного раунду, а Іспанія, переможець останнього на той час чемпіонату Європи припинила боротьбу на світовій першості.
| 20 липня 1966 19:30 UTC+1 |

| ФРН                    | 2–1      | Іспанія   |
| ---------------------- | -------- | --------- |
| Еммеріх 39' Зеелер 84' | Протокол | Фусте 23' |

| Вілла Парк, Бірмінгем Глядачів: 42,187 Арбітр: Армандо Маркес (Бразилія) |